# 黄纪达
拿督黄纪达（1926年12月26日—2004年1月16日），馬來西亞企業家，在马来西亚拥有金融，建筑，保险，酒店和购物中心等物业，曾是马来西亚华人十大富豪之一，有“屋王”之称。

## 生平
黄纪达，原籍广东省揭西縣河婆鎮马头村。
高祖父黃漢勇，高祖母張氏。
曾祖父宏声，曾祖母劉氏。
祖父纲月，祖母彭氏(五雲鄭塘人)。
父国政，嫡母邱氏，母蔡情娘，河婆客潭村蔡興炳之女
1927年出生於印尼勿里洞埠，初时曾随父亲返乡求学，至1937年重返南洋，移居马来亚柔佛州古来埠，拓荒种植，经营杂货，生活安定。战前，他的父亲国政公曾任商会主席，学校主席，当地抗日筹赈会主席，日寇南侵，为避遭拘禁，举家避难印尼廖内岛。迨日寇投降，社会重光，才返回古来，全家欢聚。1960年，迁来吉隆坡，创办联成建筑(马)公司，发展屋业，长袖善舞，先後在吉隆坡、居銮、沙巴、古来埠等地建屋，一跃成为屋业钜子。1984年顶峰时拥有金融业兼保险业、房地产兼种植业、电缆业、三间挂牌公司、五星级文华东方酒店、吉隆坡购物广场、联成大厦等二十多间有限公司机构，声誉之隆，时人钦羡。

### 青年时代
日治时期，在印度尼西亚廖内开店的时候，售卖的东西以米粮和杂货为主。日本占领廖内之后，继续聘用劳工开采铝矿，當時礦工约有一千几百位。
日治时期过后，回到古来，继续经营杂货店。之后，前往新加坡，管理父亲在新加坡夏门街的客栈。那种客栈有几个房间，同时售卖往返中国和南洋的船票以及代寄物品。

### 屋业大王
1960年最先成立联成建筑（马）有限公司。于1964年获得甲级承包商执照。除了兴建自己的屋子之外，也承接政府的工程。马来亚大学的部份建筑是由联成承建的。此外，又在八打灵再也发展了联和花园以及在居銮发展了居銮花园。从1960年开始做到1970年，十年光景，在古来、居銮、淡边、吉隆坡蕉赖的联成花园、金都花园和康乐花园兴建的屋子总共不下一万间。后来买了苏丹依斯迈（前特勒撤路）和武吉免登路交接处的一段地。一排建了十五间店铺。70年代高峰时期，站在武吉明灯和当时的特勒撤路交接处，视线所及，几乎都是拿督黄纪达的地产，包括金河广场、吉隆坡广场、丽晶酒店、船餐厅和麦当劳所在地和富都酒店等。拿督黄在这些地方兴建楼房后，把它们卖出去。其他发展包括拉惹劳勿路和端姑阿都拉曼路之间的第一购物中心（Pertama Shopping Complex）和吉隆坡市中心的大家购物中心（Komplex Kota Raya）。

### 十亿身家剩一亿
80年代那场风暴长达3年之久，导致身家缩水十亿身家剩一亿。

### 晚年
1989年，在经济困难的极大压力下，平时已患有糖尿病和肝病的拿督黄纪达终于心脏病发作,不支病倒。最先是在澳洲动心脏绕道手术，后来又在新加坡第二次动手术。在新加坡的时候医生一度宣布，他的心脏已经停止跳动，幸好群医极力抢救，终于起死回生。之后，引退商界，退休后周游列国，生活写意。

## 影响

### 黄纪达新闻奖
1984年，黄纪达捐献10万零吉设立黄纪达新闻奖，以肯定华文新闻工作者对马来西亚国家和社会建设所作出的贡献。

### 黄纪达基金会
为了纪念先父黄纪达，其女儿黄铃玳爵士夫人于2007年在英国伦敦创立黄纪达基金会，以促进音乐、艺术和教育等领域的跨文化合作。

### 纪达中学
纪达中学是由黄纪达独资创办，成立于1984年。